# Dana Stana
Dana Stana ( n. 1 aprilie 1970, în Timișoara, Județul Timiș) este un pictor și grafician român. 

## Biografie
Studii: Facultatea de Arte-Universitatea de Vest, Timisoara, specializarea grafică, promoția 2000.
- 2005 - Master în Management și Impresariat în Arte Vizuale, din cadrul Universității de Vest, Facultatea de Arte, Timișoara.
- Din 2007, doctorand la Universitatea de Vest, Facultatea de Arte, Timișoara.

## Expoziții

### Expoziții de grup
- 2007 - Arad Biennial “Meeting Point”, Galeria Națională Delta, Arad;
- 2007 - Expoziție “Grup 21”, Galeria Națională Delta, Arad;
- 2006 - Salonul Anual de Arta ,Galeria Națională Delta, Arad;
- 2006 - “Poarta dintre lumi“ Institutul Cultural Roman - Budapesta, Ungaria;
- 2006 - Expozitie, Expo Arad;
- 2005 - Salonul Anual de Arta, Galeria Națională Delta, Arad;
- 2005 - Expozitie “Grup 30“ Galeria Națională Delta, Arad;
- 2005 - Expoziție ”21 la 2.20”, Galeria Națion ală Delta, Arad;
- 2004 - Salonul Anual de Artă, Galeria Națională Delta, Arad;
- 2004 - Expoziția de debut în Uniunea Artiștilor Plastici, Filiala Arad, Galeria Națională Delta, Arad;
- 2003 - Expoziție de grup Bankut, Ungaria 2003 - Salonul Anual de Artă, Galeria Națională Delta, Arad;
- 2002 - Expoziție “Grup 21” Muzeul National al Unirii - Alba Iulia;
- 2002 - Simpozion, Galeria Națională Delta, Arad;
- 2002 - Expoziție “Grup 21” Galeria Națională Delta, Arad;
- 2002 - Salonul Anual de Artă, Galeria Națională Delta, Arad;
- 2000 - Expoziție de grup, Galeria Art, Timișoara;

- 1999 - Expoziție “Estival Art” Galeria Națională Delta, Arad;
- 1999 - Expoziție de grup, Galeria Art, Timisoara;
- 1998 - Muzeul Huniade , Timișoara;
- 1998 - StudentFest , Timișoara;
- 1995 - Expoziție de grup, Castelul Macea.

### Expoziții personale
- 2007 - Expoziție, Galeria Națională Delta, Arad.

### Tabere de creație
- 1995 - Macea;
- 1997 - Sighișoara;
- 1998 - Hunedoara;
- 2003 - Bankut, Ungaria;
- 2005 - Moneasa.

## Lucrări și cronică
|  | Pictura Danei Stana cunoaște, pe de altă parte dar în continuarea ideii enunțate mai sus, același dialog între ordine și haos. De această dată însă componenta ludică este mult mai dezinvoltă, chiar dacă artista nu este complet dezinhibată de rigorile autoimpuse de legile graficii de șevalet, și fără a se îndepărta prea mult de coerciția formei, artista pariază într-un fel original pe convenția străveche potrivit căreia pittura e una cosa mentale. Este ca și cum spațiul s-ar fi pliat într-o asemenea măsură încât periferia este aproximată autorității centrului, astfel că nu se mai poate vorbi, în cazul acestor compoziții picturale, de forța inhibatoare a unui centru de interes. Fascinată de un limbaj abstract, cvasiorganicitatea morfologiilor invocate în compozițiile sale, pare să reamintească totuși permanent faptul că iconoclasmul acestora se află nelipsit în proximitatea referințelor organicității. Proiecție a unor stări de spirit, mai degrabă decât meditații izvorâte din contemplarea naturii, aceste lucrări se înscriu perfect în tradiția ostimpresionistă a căutării adevărului care se ascunde în spatele vizibilului, o tendință care culminează cu descoperirea de către avangardele istorice a abstracției și, mai mult ca orice, a spiritualului în artă. | — Emil Moldovan |